# Pavlov (programma televisivo)
Pavlov è un programma di MTV Italia ideato da Massimo Coppola.
Il programma si propone come un finto reality show in cui il protagonista, interpretato da Massimo Coppola stesso, viene osservato all'interno del proprio monolocale da presunti scienziati che ne testano le reazioni di fronte a eventi programmati a sua insaputa.
Massimo, (fintamente) ignaro di essere spiato dalle telecamere, durante il programma parla di politica, società e costumi italiani, nonché di musica, approfittando della televisione quasi sempre accesa e sintonizzata su MTV che durante il programma trasmette per l'appunto un paio di video musicali. Unico compagno del protagonista è il suo cane Pavlov, così chiamato in onore del fisiologo russo Ivan Pavlov che studiò i riflessi condizionati facendo degli esperimenti con i cani.
Il programma in realtà nasce come critica all'imperversare dei reality show sulle reti televisive, tanto che il programma si autodefinisce «un anti-reality».